# Пику-де-Регаладуш
Пику-де-Регаладуш (порт. Pico de Regalados)  —  населённый пункт и район в Португалии,  входит в округ Брага. Является составной частью муниципалитета  Вила-Верде. Находится в составе крупной городской агломерации Большое Минью. По старому административному делению входил в провинцию Минью. Входит в экономико-статистический  субрегион Каваду, который входит в Северный регион. Население составляет 865 человек на 2001 год. Занимает площадь 3,55 км².
Покровителем района считается Святой Пайю (порт. São Paio).